# UCIワールドツアー2013
UCIワールドツアー2013（UCI World Tour 2013）は、UCIワールドツアーの2013年におけるシリーズ戦。

## 対象レースとポイント配分
2012年に開催が予定されていたものの、開催準備不足により第一回開催が延期となったツアー・オブ・杭州が新たに加わる予定だったが、2013年2月13日、レースを主催する基本条件が整わなかったため、当年開催についても中止と決まった。これにより、ツアー・オブ・北京の日程を当初より繰り上げることになった。
|             | 1位 | 2位 | 3位 | 4位 | 5位 | 6位 | 7位 | 8位 | 9位 | 10位 | 11位 | 12位 | 13位 | 14位 | 15位 | 16位 | 17位 | 18位 | 19位 | 20位 |
| 総合成績(A) | 200 | 150 | 120 | 110 | 100 | 90  | 80  | 70  | 60  | 50   | 40   | 30   | 24   | 20   | 16   | 12   | 10   | 8    | 6    | 4    |
| 区間成績(A) | 20  | 10  | 6   | 4   | 2   |     |     |     |     |      |      |      |      |      |      |      |      |      |      |      |
| 総合成績(B) | 170 | 130 | 100 | 90  | 80  | 70  | 60  | 52  | 44  | 38   | 32   | 26   | 22   | 18   | 14   | 10   | 8    | 6    | 4    | 2    |
| 区間成績(B) | 16  | 8   | 4   | 2   | 1   |     |     |     |     |      |      |      |      |      |      |      |      |      |      |      |
| 総合成績(C) | 100 | 80  | 70  | 60  | 50  | 40  | 30  | 20  | 10  | 4    |      |      |      |      |      |      |      |      |      |      |
| 区間成績(C) | 6   | 4   | 2   | 1   | 1   |     |     |     |     |      |      |      |      |      |      |      |      |      |      |      |
| 総合成績(D) | 80  | 60  | 50  | 40  | 30  | 22  | 14  | 10  | 6   | 2    |      |      |      |      |      |      |      |      |      |      |

- A
  - ツール・ド・フランス
- B
  - ジロ・デ・イタリア、ブエルタ・ア・エスパーニャ
- C
  - ツアー・ダウンアンダー、パリ〜ニース、ティレーノ〜アドリアティコ、ミラノ〜サンレモ、ロンド・ファン・フラーンデレン、バスク一周、パリ〜ルーベ、リエージュ〜バストーニュ〜リエージュ、ツール・ド・ロマンディ、カタルーニャ一周、クリテリウム・デュ・ドーフィネ、ツール・ド・スイス、ツール・ド・ポローニュ、エネコ・ツアー、ジロ・ディ・ロンバルディア、ツアー・オブ・北京
- D
  - E3・ハレルベーク、ヘント〜ウェヴェルヘム、アムステルゴールドレース、フレッシュ・ワロンヌ、クラシカ・サンセバスティアン、ヴァッテンフォール・サイクラシックス、GP西フランス・プルエー、グランプリ・シクリスト・ド・ケベック、グランプリ・シクリスト・ド・モンレアル

※太字はステージレース

## UCIワールドツアーライセンスチーム
- 当初はカチューシャを除く18チームがライセンスを取得したが、ライセンス漏れとなったことでカチューシャがスポーツ仲裁裁判所(CAS)に提訴。2013年2月15日、CASがカチューシャのライセンスを認める裁定を下したため、19チームとなった[2]。

| チーム名                               | 国籍           | コード |
| -------------------------------------- | -------------- | ------ |
| AG2R・ラ・モンディアル                 | フランス       | ALM    |
| アルゴス・シマノ                       | オランダ       | ARG    |
| アスタナ・チーム                       | カザフスタン   | AST    |
| ベルキン・プロサイクリング・チーム     | オランダ       | BEL    |
| BMC・レーシングチーム                  | アメリカ合衆国 | BMC    |
| キャノンデール・プロサイクリング       | イタリア       | CAN    |
| エウスカルテル・エウスカディ           | スペイン       | EUS    |
| FDJ                                    | フランス       | FDJ    |
| ガーミン・シャープ                     | アメリカ合衆国 | GRS    |
| チーム・カチューシャ                   | ロシア         | KAT    |
| ランプレ・メリダ                       | イタリア       | LAM    |
| ロット・ベリソル                       | ベルギー       | LTB    |
| モビスター・チーム                     | スペイン       | MOV    |
| オリカ・グリーンエッジ                 | オーストラリア | OGE    |
| オメガファーマ・クイックステップ       | ベルギー       | OPQ    |
| レディオシャック・レオパード・トレック | ルクセンブルク | RLT    |
| チーム・サクソ - ティンコフ            | デンマーク     | TST    |
| チーム・スカイ                         | イギリス       | SKY    |
| ヴァカンソレイユ・DCM                  | オランダ       | VCD    |

## 日程
| 日程          | レース名                               | 優勝者                     | 所属チーム                             | 総合第1位                  |
| ------------- | -------------------------------------- | -------------------------- | -------------------------------------- | -------------------------- |
| 1/22 - 1/27   | ツアー・ダウンアンダー                 | トム＝イェルト・スラフテル | ブランコ・プロサイクリング・チーム     | トム＝イェルト・スラフテル |
| 3/3 - 3/10    | パリ〜ニース                           | リッチー・ポート           | チーム・スカイ                         | リッチー・ポート           |
| 3/6 - 3/12    | ティレーノ〜アドリアティコ             | ヴィンチェンツォ・ニバリ   | アスタナ・チーム                       | リッチー・ポート           |
| 3/17          | ミラノ〜サンレモ                       | ゲラルト・シオレック       | MTN・クベカ                            | シルヴァン・シャヴァネル   |
| 3/18 - 3/24   | カタルーニャ一周                       | ダニエル・マーティン       | ガーミン・シャープ                     | ペーター・サガン           |
| 3/22          | E3・ハレルベーク                       | ファビアン・カンチェラーラ | レディオシャック・レオパード・トレック | ペーター・サガン           |
| 3/24          | ヘント〜ウェヴェルヘム                 | ペーター・サガン           | キャノンデール・プロサイクリング       | ペーター・サガン           |
| 3/31          | ロンド・ファン・フラーンデレン         | ファビアン・カンチェラーラ | レディオシャック・レオパード・トレック | ペーター・サガン           |
| 4/1 - 4/6     | バスク一周                             | ナイロ・キンタナ           | モビスター・チーム                     | ペーター・サガン           |
| 4/7           | パリ〜ルーベ                           | ファビアン・カンチェラーラ | レディオシャック・レオパード・トレック | ファビアン・カンチェラーラ |
| 4/14          | アムステルゴールドレース               | ロマン・クロイツィガー     | チーム・サクソ - ティンコフ            | ファビアン・カンチェラーラ |
| 4/17          | フレッシュ・ワロンヌ                   | ダニエル・モレノ           | チーム・カチューシャ                   | ファビアン・カンチェラーラ |
| 4/21          | リエージュ〜バストーニュ〜リエージュ   | ダニエル・マーティン       | ガーミン・シャープ                     | ファビアン・カンチェラーラ |
| 4/23 - 4/28   | ツール・ド・ロマンディ                 | クリス・フルーム           | チーム・スカイ                         | ファビアン・カンチェラーラ |
| 5/4 - 5/26    | ジロ・デ・イタリア                     | ヴィンチェンツォ・ニバリ   | アスタナ・チーム                       | ファビアン・カンチェラーラ |
| 6/2 - 6/9     | クリテリウム・デュ・ドフィネ           | クリス・フルーム           | チーム・スカイ                         | ファビアン・カンチェラーラ |
| 6/8 - 6/16    | ツール・ド・スイス                     | ルイ・コスタ               | モビスター・チーム                     | ファビアン・カンチェラーラ |
| 6/29 - 7/21   | ツール・ド・フランス                   | クリス・フルーム           | チーム・スカイ                         | クリス・フルーム           |
| 7/27          | クラシカ・サンセバスティアン           | トニ・ガロパン             | レディオシャック・レオパード・トレック | クリス・フルーム           |
| 7/27 - 8/3    | ツール・ド・ポローニュ                 | ピーター・ウェーニング     | オリカ・グリーンエッジ                 | クリス・フルーム           |
| 8/12 - 8/18   | エネコ・ツアー                         | ズデネク・シュティバル     | オメガファーマ・クイックステップ       | クリス・フルーム           |
| 8/24 - 9/15   | ブエルタ・ア・エスパーニャ             | クリス・ホーナー           | レディオシャック・レオパード・トレック | クリス・フルーム           |
| 8/25          | ヴァッテンフォール・サイクラシックス   | ヨーン・デーゲンコルプ     | アルゴス・シマノ                       | クリス・フルーム           |
| 9/1           | GP西フランス・プルエー                 | フィリッポ・ポッツァート   | ランプレ・メリダ                       | クリス・フルーム           |
| 9/13          | グランプリ・シクリスト・ド・ケベック   | ロベルト・ヘーシンク       | ベルキン・プロサイクリング・チーム     | クリス・フルーム           |
| 9/15          | グランプリ・シクリスト・ド・モンレアル | ペーター・サガン           | キャノンデール・プロサイクリング       | クリス・フルーム           |
| 10/6          | ジロ・ディ・ロンバルディア             | ホアキン・ロドリゲス       | チーム・カチューシャ                   | ホアキン・ロドリゲス       |
| 10/11 - 10/15 | ツアー・オブ・北京                     | ベニャト・インチャウスティ | モビスター・チーム                     | ホアキン・ロドリゲス       |

## 総合成績

### 個人
| 順位 | 選手名                         | 国籍           | チーム                                 | ポイント |
| ---- | ------------------------------ | -------------- | -------------------------------------- | -------- |
| 1    | ホアキン・ロドリゲス           | スペイン       | チーム・カチューシャ                   | 607      |
| 2    | クリス・フルーム               | イギリス       | チーム・スカイ                         | 587      |
| 3    | アレハンドロ・バルベルデ       | スペイン       | モビスター・チーム                     | 540      |
| 4    | ペーター・サガン               | スロバキア     | キャノンデール・プロサイクリング       | 491      |
| 5    | ヴィンチェンツォ・ニバリ       | イタリア       | アスタナ・チーム                       | 474      |
| 6    | ダニエル・マーティン           | アイルランド   | ガーミン・シャープ                     | 432      |
| 7    | ファビアン・カンチェラーラ     | スイス         | レディオシャック・レオパード・トレック | 384      |
| 8    | ナイロ・キンタナ               | コロンビア     | モビスター・チーム                     | 366      |
| 9    | ルイ・コスタ                   | ポルトガル     | モビスター・チーム                     | 352      |
| 10   | リッチー・ポート               | オーストラリア | チーム・スカイ                         | 327      |
| 11   | ロマン・クロイツィガー         | チェコ         | チーム・サクソ - ティンコフ            | 308      |
| 12   | ダニエル・モレノ               | スペイン       | チーム・カチューシャ                   | 295      |
| 13   | クリス・ホーナー               | アメリカ合衆国 | レディオシャック・レオパード・トレック | 257      |
| 14   | カルロス・ベタンクール         | コロンビア     | AG2R・ラ・モンディアル                 | 255      |
| 15   | アルベルト・コンタドール       | スペイン       | チーム・サクソ - ティンコフ            | 252      |
| 16   | ミケーレ・スカルポーニ         | イタリア       | ランプレ・メリダ                       | 235      |
| 17   | バウク・モレマ                 | オランダ       | ベルキン・プロサイクリング・チーム     | 232      |
| 18   | フレフ・ファン・アヴェルマート | ベルギー       | BMC・レーシングチーム                  | 230      |
| 19   | セルヒオ・エナオ               | コロンビア     | チーム・スカイ                         | 227      |
| 20   | ラファウ・マイカ               | ポーランド     | チーム・サクソ - ティンコフ            | 201      |

### チーム
| 順位 | チーム名                               | 国籍           | ポイント |
| ---- | -------------------------------------- | -------------- | -------- |
| 1    | モビスター・チーム                     | スペイン       | 1610     |
| 2    | チーム・スカイ                         | イギリス       | 1561     |
| 3    | チーム・カチューシャ                   | ロシア         | 1340     |
| 4    | レディオシャック・レオパード・トレック | ルクセンブルク | 1056     |
| 5    | アスタナ・チーム                       | カザフスタン   | 1045     |
| 6    | チーム・サクソ - ティンコフ            | デンマーク     | 1030     |
| 7    | オメガファーマ・クイックステップ       | ベルギー       | 1013     |
| 8    | ガーミン・シャープ                     | アメリカ合衆国 | 855      |
| 9    | キャノンデール・プロサイクリング       | イタリア       | 750      |
| 10   | BMC・レーシングチーム                  | アメリカ合衆国 | 731      |
| 11   | ベルキン・プロサイクリング・チーム     | オランダ       | 714      |
| 12   | AG2R・ラ・モンディアル                 | フランス       | 691      |
| 13   | オリカ・グリーンエッジ                 | オーストラリア | 600      |
| 14   | ランプレ・メリダ                       | イタリア       | 543      |
| 15   | エウスカルテル・エウスカディ           | スペイン       | 391      |
| 16   | アルゴス・シマノ                       | オランダ       | 355      |
| 17   | FDJ                                    | フランス       | 338      |
| 18   | ロット・ベリソル                       | ベルギー       | 307      |
| 19   | ヴァカンソレイユ・DCM                  | オランダ       | 125      |

### 国
| 順位 | 国名           | ポイント |
| ---- | -------------- | -------- |
| 1    | スペイン       | 1890     |
| 2    | イタリア       | 1082     |
| 3    | コロンビア     | 1011     |
| 4    | イギリス       | 975      |
| 5    | オランダ       | 806      |
| 6    | ベルギー       | 645      |
| 7    | フランス       | 640      |
| 8    | オーストラリア | 628      |
| 9    | アメリカ合衆国 | 617      |
| 10   | アイルランド   | 568      |